# Lista de prefeitos de Cristalina
Esta é a lista de prefeitos do município de Cristalina, estado brasileiro de Goiás.
| Nº | Nome                                                        | Partido                                          | Início do mandato       | Fim do mandato          | Observações                                |
| 1  | José Adamian                                                | Partido Republicano Progressista PRP             | 20 de novembro de 1930  | 7 de outubro de 1935    | Prefeito nomeado pelo Governador do Estado |
| 2  | Levertino Leão Sobrinho                                     | Partido Republicano PMR                          | 8 de outubro de 1935    | 16 de fevereiro de 1938 | Prefeito nomeado pelo Governador do Estado |
| 3  | Arlindo Aguiar                                              | Partido Republicano Trabalhista PRT              | 17 de fevereiro de 1938 | 1° de julho de 1940     | Prefeito nomeado pelo Governador do Estado |
| 4  | José Leão Pereira de Souza                                  | Partido Republicano Trabalhista PRT              | 2 de julho de 1940      | 18 de fevereiro de 1946 | Prefeito nomeado pelo Governador do Estado |
| 5  | Omar Braz de Faria                                          | Partido Social Progressista PSP                  | 19 de fevereiro de 1946 | 22 de abril de 1946     | Prefeito nomeado pelo Governador do Estado |
| 6  | Aprígio de Resende                                          | Partido Social Progressista PSP                  | 22 de abril de 1946     | 22 de abril de 1947     | Prefeito nomeado pelo Governador do Estado |
| 7  | Fritz Mohn                                                  | União Democrática Nacional UDN                   | 22 de abril de 1947     | 10 de maio de 1948      | Prefeito nomeado pelo Governador do Estado |
| 8  | Leão Rodrigues Afonseca                                     | Partido Trabalhista Brasileiro PTB               | 10 de maio de 1948      | 31 de janeiro de 1951   | 1º Prefeito eleito pelo povo               |
| 9  | Eduardo de Paiva Resende                                    | Partido Social Progressista PSP                  | 31 de janeiro de 1951   | 31 de janeiro de 1955   | Prefeito eleito em sufrágio universal      |
| 10 | Dr. Wasfi José Daher                                        | União Democrática Nacional UDN                   | 31 de janeiro de 1955   | 31 de janeiro de 1959   | Prefeito eleito em sufrágio universal      |
| 11 | John Edward Simmonds                                        | Partido Social Democrático PSD                   | 31 de janeiro de 1959   | 31 de janeiro de 1961   | Prefeito eleito em sufrágio universal      |
| 12 | Dr. Wasfi José Daher                                        | Partido Social Democrático PSD                   | 31 de janeiro de 1961   | 31 de janeiro de 1966   | Prefeito eleito em sufrágio universal      |
| 13 | José Adamian                                                | União Democrática Nacional UDN                   | 31 de janeiro de 1966   | 31 de janeiro de 1970   | Prefeito eleito em sufrágio universal      |
| 14 | Augusto Peixoto dos Santos                                  | Aliança Renovadora Nacional ARENA                | 31 de janeiro de 1970   | 31 de janeiro de 1973   | Prefeito eleito em sufrágio universal      |
| 15 | Fritz Mohn                                                  | Aliança Renovadora Nacional ARENA                | 31 de janeiro de 1973   | 31 de janeiro de 1977   | Prefeito eleito em sufrágio universal      |
| 16 | José Rodrigues de Queiroz                                   | Partido Democrático Social PDS                   | 31 de janeiro de 1977   | 1º de fevereiro de 1983 | Prefeito eleito em sufrágio universal      |
| 17 | Tancredo Ferreira Ribeiro                                   | Partido do Movimento Democrático Brasileiro PMDB | 1º de fevereiro de 1983 | 31 de dezembro de 1988  | Prefeito eleito em sufrágio universal      |
| 18 | Antonino Camilo de Andrade                                  | Partido da Frente Liberal PFL                    | 1º de janeiro de 1989   | 31 de dezembro de 1992  | Prefeito eleito em sufrágio universal      |
| 19 | Gildomar Gonçalves Ribeiro (Cristalina, 15.06.1951–)        | Partido Trabalhista Renovador PTR                | 1º de janeiro de 1993   | 31 de dezembro de 1996  | Prefeito eleito em sufrágio universal      |
| 20 | Ildeu Álvares de Andrade                                    | Partido Liberal PL                               | 1º de janeiro de 1997   | 31 de dezembro de 2000  | Prefeito eleito em sufrágio universal      |
| 21 | Manoel Castro Neto                                          | Partido da Social Democracia Brasileira PSDB     | 1º de janeiro de 2001   | 31 de dezembro de 2004  | Prefeito eleito em sufrágio universal      |
| 22 | Antonino Camilo de Andrade (Patos de Minas, 25.07.1951–)    | Partido Liberal PL                               | 1º de janeiro de 2005   | 31 de dezembro de 2008  | Prefeito eleito em sufrágio universal      |
| 23 | Luiz Carlos Attiê (Barretos, 22.07.1951–)                   | Democratas DEM                                   | 1º de janeiro de 2009   | 31 de dezembro de 2012  | Prefeito eleito em sufrágio universal      |
| 23 | Luiz Carlos Attiê (Barretos, 22.07.1951–)                   | Partido Social Democrático PSD                   | 1º de janeiro de 2013   | 31 de dezembro de 2016  | 1° Prefeito reeleito em sufrágio universal |
| 25 | Daniel Sabino Vaz, Daniel do Sindicato (Jataí, 07.03.1983–) | Partido Socialista Brasileiro PSB                | 1º de janeiro de 2017   | 31 de dezembro de 2020  | Prefeito eleito em sufrágio universal      |
| 25 | Daniel Sabino Vaz, Daniel do Sindicato (Jataí, 07.03.1983–) | Democratas DEM                                   | 1º de janeiro de 2021   | 31 de dezembro de 2024  | Prefeito reeleito em sufrágio universal    |
| 26 | Dr. Luís Otávio Biazoto Massa (Itápolis, 24.03.1977–)       | Partido Liberal PL                               | 1° de janeiro de 2025   | Atualidade              | Prefeito eleito em sufrágio universal      |